# Casimir Pierre Périer

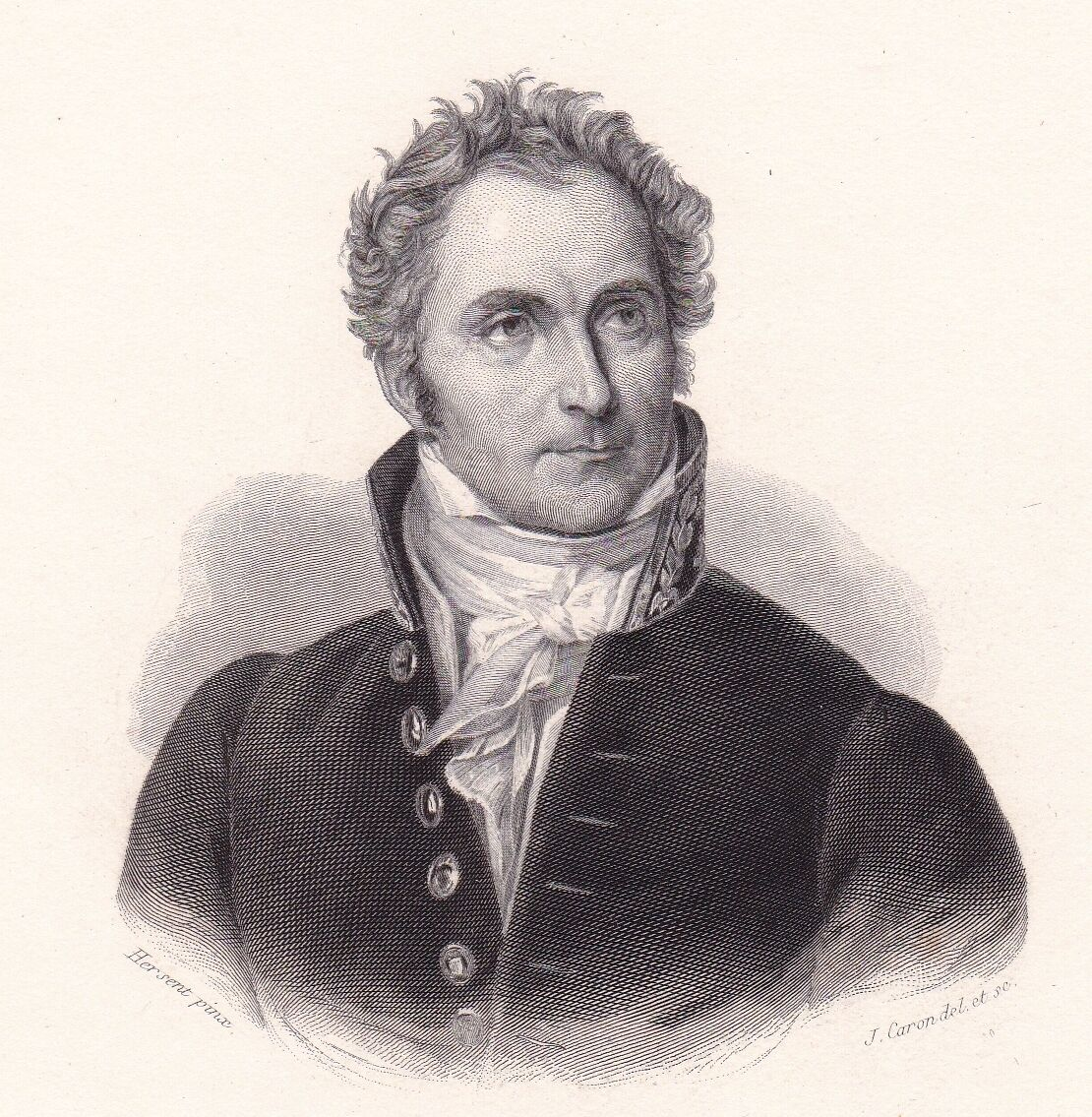
Casimir Pierre Perier

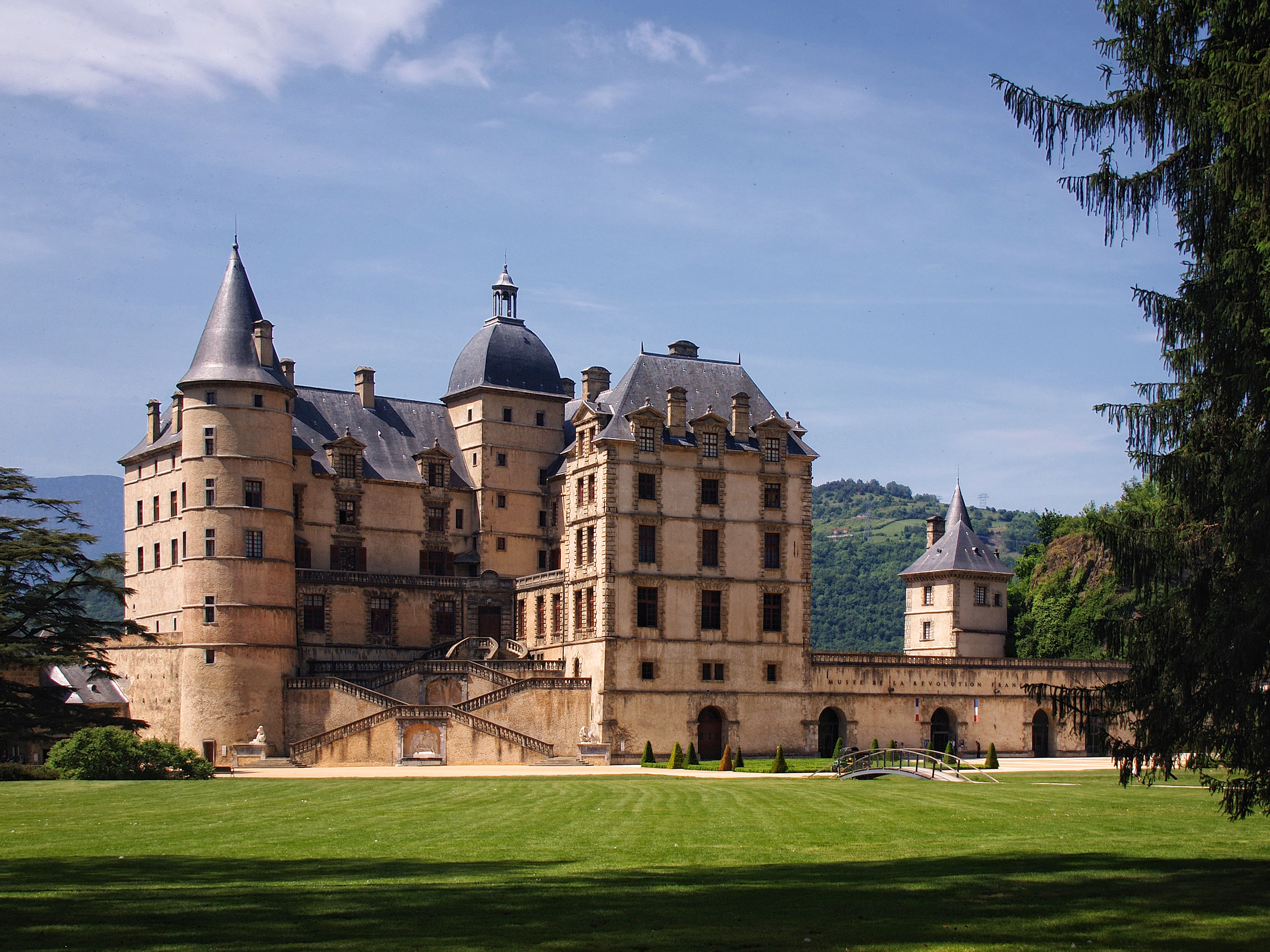
Casimir Pierre Perier – Besitzer von Chateau Vizille

Casimir Pierre Périer (* 11. Oktober 1777 in Grenoble; † 16. Mai 1832 in Paris) war ein französischer Staatsmann.

## Leben und Wirken
Casimir Pierre Périer entstammte einer großbürgerlichen Kaufmannsfamilie. Er besuchte das Collège der Oratorianer in Lyon und beteiligte sich früh an den industriellen Unternehmungen des Hauses Périer. 1798 trat er in das Geniekorps bei der Armee von Italien ein und wohnte den beiden folgenden Feldzügen bei. Nach der Rückkehr gründete er 1801 mit seinem älteren Bruder Scipion in Paris ein Bankhaus, das bald zu großer Blüte gelangte. Er unterwarf die Finanzpolitik der Minister in einer Flugschrift einer scharfen Beurteilung und wurde hierauf vom Département Seine in die Abgeordnetenkammer gewählt. 1820 trat er in den Verwaltungsrat der Banque de France ein. Zwar bekämpfte er energisch die Regierung Villèles und opponierte gegen die Versuche Karls X. und seiner Minister, die Monarchie zu stärken, sprach sich aber auch gegen die Julirevolution von 1830 aus.
Nach der Revolution war Périer nicht sogleich für die Erhebung des Hauses Orléans, aber als entschlossener Führer des liberalen Zentrums für eine konstitutionelle Monarchie. Er wurde am 6. August 1830 zum Präsidenten der Abgeordnetenkammer gewählt, legte diese Funktion aber bereits am folgenden 21. August wieder nieder, nachdem er am 11. August als Minister ohne Portefeuille in das erste Ministerium der Regierung Louis-Philippes eingetreten war. Nach der Übernahme der Regierung durch Jacques Laffitte am 2. November schied Périer aus dem Kabinett aus und kehrte am 11. November 1830 auf den Präsidentenstuhl der Abgeordnetenkammer zurück, welche Position er bis zum 31. Mai 1831 behielt.
Ab dem 13. März 1831 war Périer bis zu seinem Tod Ministerpräsident und gleichzeitig Innenminister von Frankreich. Mit seiner Präsidentschaft begann die Herrschaft des sog. Juste Milieu. Er ging mit großer Härte gegen Umsturzversuche von links und rechts vor. Während der karlistische Aufstand in der Vendée und die republikanischen Aprilunruhen mit blutiger Strenge erstickt wurden, fand die Auflösung der Abgeordnetenkammer wegen ihres Liberalismus statt. Allein die neu gewählte Kammer war für das Kabinett nicht günstiger gestimmt und entschied sich nach heftigem Kampf am 18. Oktober 1831 mit großer Majorität gegen die beantragte Erblichkeit der Pairswürde. Trotz dieser Niederlage blieb Périer am Staatsruder und unterdrückte energisch die neuen Unruhen, die auf die Kunde vom Fall Warschaus ausbrachen, den Aufstand der Seidenweber in Lyon im November 1831 und die Erneuerung der karlistischen Bewegungen im Frühjahr 1832. Außenpolitisch förderte er nach der Belgischen Revolution die Unabhängigkeit Belgiens. Die Besetzung Anconas durch die Franzosen am 23. Februar 1832 war ein politischer Erfolg Périers gegen Österreich.
Périer starb in der Nacht vom 15. zum 16. Mai 1832 in Paris an der Cholera und fand auf dem Friedhof Père-Lachaise (Division 13) seine letzte Ruhestätte. Der Architekt Achille Leclère gestaltete das Grabmal. Charles de Rémusat gab 1838 Périers Opinions et discours heraus.